# Trichinopus rufescens
Trichinopus rufescens är en skalbaggsart som beskrevs av Gilbert John Arrow 1936. Trichinopus rufescens ingår i släktet Trichinopus och familjen Melolonthidae. Inga underarter finns listade i Catalogue of Life.